# 엠페도클레스

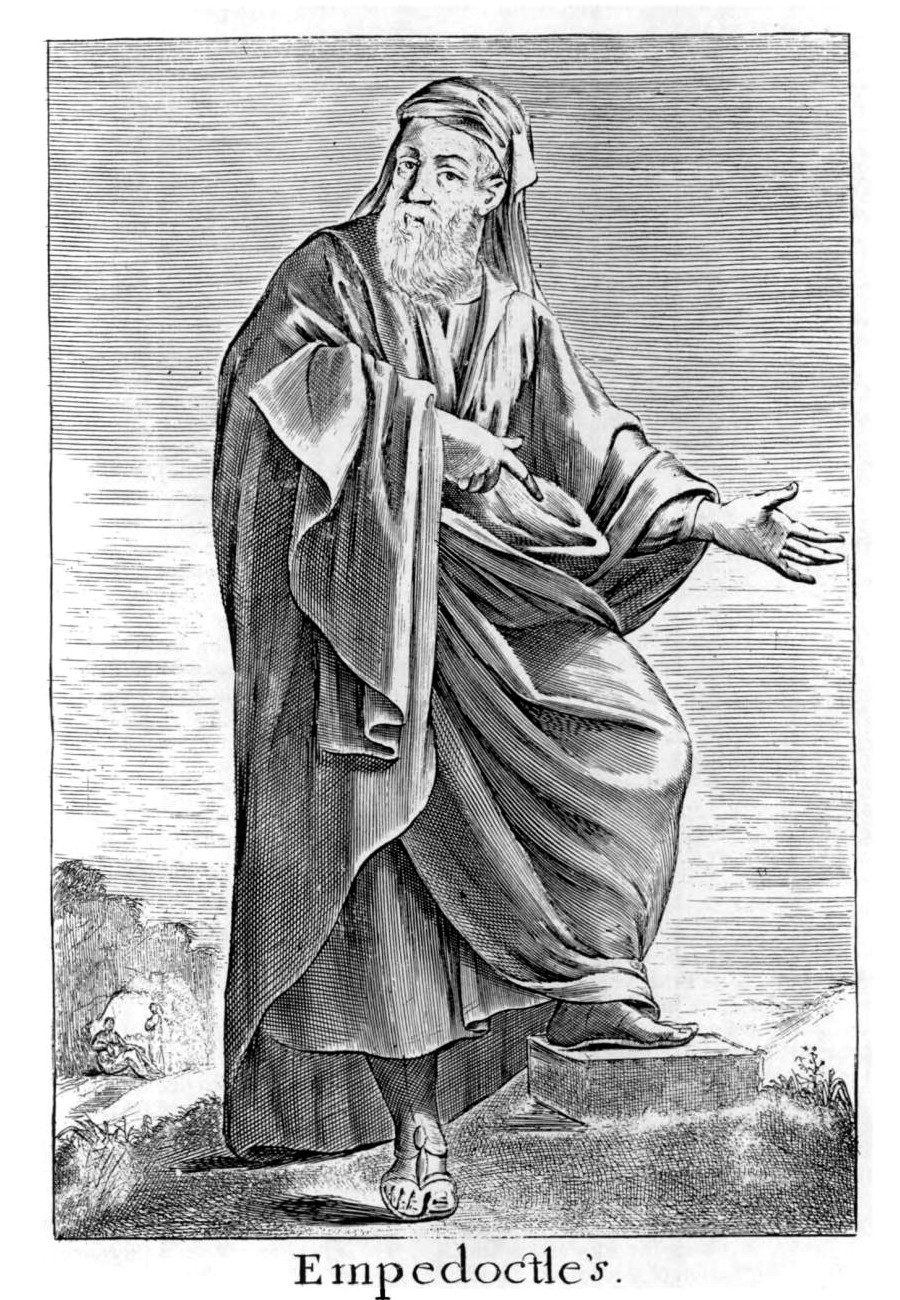
엠페도클레스

엠페도클레스(Ἐμπεδοκλῆς, 기원전 493년경 ~ 기원전 430년경)는 고대 그리스의 철학자이다. 시칠리아섬에서 출생하였으며 정치·의술·예언 등 다방면에 재능을 가졌다. 세상의 모든 만물은 바람·불·물·흙 등 4개의 원소로 이루어졌다고 주장하였다. 그리하여 이것들이 사랑과 미움의 두 힘에 의해 분리되고 결합하는 것으로 만물의 생성·소멸이라고 하였다. 저서로 《자연에 대하여》, 《정결》 등이 있다. 디오게네스 라에르티오스는 엠페도클레스가 실험을 위해 폭발하는 에트나 화산의 분화구에 직접 들어가서 죽었다고 기록했다.

## 같이 보기
- 다원론